# Terobiella flavifrons
Terobiella flavifrons är en stekelart som beskrevs av William Harris Ashmead 1900. Terobiella flavifrons ingår i släktet Terobiella och familjen puppglanssteklar. Inga underarter finns listade i Catalogue of Life.